# Фридрих фон Бланкенхайм
Фридрих фон Бланкенхайм (на немски: Friedrich von Blankenheim; * ок. 1355, замък Каселбург при Геролщайн; † 9 октомври 1423, замък Хорст при Утрехт) е като Фридрих II епископ на Страсбург (1375 – 1393) и като Фридрих III епископ на Утрехт (1393 – 1423).

## Биография
Той е син на Герхард VII фон Бланкенхайм († 1375/1377) и съпругата му Йохана дьо Комерци фон Саарбрюкен († 1375/1376). Роднина е с графовете на Люксембург и така с императорската фамилия Люксембург. Брат му Герхард VIII († 1406) e издигнат през 1380 г. на граф.
Фридрих фон Бланкенхайм става още като млад домхер в Щрасбург, следва право в Париж и през 1375 г. става епископ на Щрасбург. Той сключва съюз с маркграф Рудолф VII фон Baden, граф Еберхард II фон Вюртемберг, господарите на Лихтенберг и други благороднически фамилии от долината на Рейн.
През 1393 г. той става епископ на Утрехт по нареждане на крал Вацлав и папа Бонифаций IX. От 1399 до 1405 г. той основава манастири и църкви.
Фридрих фон Бланкенхайм умира на 9 октомври 1423 г. и е погребан в катедралата на Утрехт.